# Can Sant Pare
Can Sant Pare és una obra de Sant Feliu de Codines (Vallès Oriental) inclosa a l'Inventari del Patrimoni Arquitectònic de Catalunya.

## Descripció
Casa entre mitgeres. Té planta baixa i pis. La coberta és a dues vessants. La façana és de pedra i està coberta amb arrebossat de ciment. Té portal de pedra amb arc de mig punt adovellat i una finestra d'arc conopial lobulada.

## Història
Els Umbert, propietaris de la casa, eren mestres de molí, d'ací el que hi hagi una roda de molí esculturada a la porta. Els artistes italians que decoren l'església parroquial en el segle xviii s'allotgen en aquesta casa mentre van estar a Sant Feliu, i per aquest motiu es va conèixer des de llavors la casa com Cal Sant Pere, en record dels artistes italians que venien del país del Papa.